# Herbert Topp
Herbert Reitzel Topp (Copenaghen, 20 aprile 1900 – Saint Louis, 6 maggio 1994) è stato un pallanuotista statunitense.
Ha fatto parte degli Stati Uniti che ha partecipato ai Giochi di Amsterdam 1928, raggiungendo il 5º posto.